# Denzel Washington
Pour les articles homonymes, voir Washington.
Denzel Washington [dɛnzɛl ˈwɑʃɪŋtən], né le 28 décembre 1954 à Mount Vernon (État de New York), est un acteur, réalisateur et producteur de cinéma américain.
Il est l'un des membres les plus emblématiques de la génération des acteurs afro-américains masculins — avec Eddie Murphy, Morgan Freeman, Samuel L. Jackson, Wesley Snipes, Forest Whitaker, Laurence Fishburne, Will Smith, Martin Lawrence ou Jamie Foxx — à être parvenu à se faire une place dans le cinéma hollywoodien à la fin du XXe siècle. Marchant dans les pas de Sidney Poitier, il s'est engagé contre le racisme anti-noir dans ses films, notamment dans Malcolm X réalisé par son ami Spike Lee, dans Hurricane Carter ou dans Le Plus Beau des combats. Il s'est engagé aussi dans d'autres luttes pour la justice et la tolérance à l'égard des minorités, les homosexuels par exemple dans Philadelphia de Jonathan Demme. Mais il a également joué dans des films d'autres registres, des thrillers en particulier, notamment à cinq reprises sous la direction de Tony Scott (USS Alabama, Man on Fire, etc.) et, plusieurs fois, sous la direction d'Antoine Fuqua (Training Day, Equalizer, etc.).
Il a remporté deux Oscars, celui du meilleur acteur pour son rôle de policier véreux dans Training Day – il est le deuxième Afro-Américain, après Sidney Poitier, à avoir obtenu cette récompense – et celui du meilleur acteur dans un second rôle pour Glory. Il a aussi été nommé à huit reprises aux Golden Globes et récompensé deux fois. Il a reçu de nombreux autres prix, notamment un Tony Award et 16 Image Awards. Il obtient également des distinctions honorifiques comme en 2016 avec un Cecil B. DeMille Award récompensant l'ensemble de sa carrière ou encore une Palme d'honneur reçue lors du Festival de Cannes 2025.

## Biographie

### Jeunesse
Denzel Hayes Washington Jr. est le fils d'un employé du service des eaux de la ville de New York, Denzel Washington Sr., également pasteur, originaire du comté de Buckingham (Virginie). Lennis « Lynne » sa mère, esthéticienne et propriétaire d'un salon de beauté, est née en Géorgie et a passé son enfance à Harlem.
Il est scolarisé à l'école primaire de Pennington-Grimes de Mount Vernon à New York jusqu'au divorce de ses parents, en 1968, alors qu'il est âgé de 14 ans. Il est alors envoyé dans une école privée, la Oakland Military Academy, à New Windsor dans l'État de New York. À partir du début des années 1970, il fait ses études secondaires à la High School Maryland à Daytona Beach, en Floride.
Par la suite, il fait ses études à l'université Fordham, où il étudie d'abord la biologie et la médecine, mais préfère s'orienter vers le journalisme et le théâtre. Durant ses études de théâtre, il a incarné des personnages tels The Emperor Jones de Eugene O'Neill et Othello de William Shakespeare et obtient par la suite son baccalauréat ès lettres en théâtre et en journalisme. L'année suivante, il découvre aussi l'art dramatique et prend la décision de devenir comédien ; il s'inscrit au Lincoln Center Campus de l'université Fordham et reçoit des encouragements pour suivre des études en art dramatique. Une fois diplômé, il quitte New York pour parfaire ses études en art dramatique à l'American Conservatory Theater San Francisco qui lui accorde une bourse pour étudier l'art dramatique pendant deux ans. Il débute en jouant de grandes pièces comme When the Chickens Come Home to Roost ; et pour son interprétation dans cette pièce dans laquelle il incarne Malcolm X, il reçoit l'Audelco Award. Après ses études, il retourne à New York pour entamer sa carrière d'acteur.

### Carrière

#### Années 1980: révélation télévisuelle et cinématographique
Il débute au cinéma à vingt ans, par une très brève apparition dans Un justicier dans la ville, un film d'action américain réalisé en 1974 par Michael Winner, et dont le rôle principal est joué par Charles Bronson. Il poursuit dans deux téléfilms, Wilma puis Flesh and Blood réalisé par Jud Taylor.
Son véritable premier rôle au cinéma a lieu en 1981, dans le film Carbon Copy. En 1982, il apparaît dans la série télévisée Hôpital St Elsewhere. En 1987, il incarne Steve Biko, un leader noir en lutte contre l'Apartheid, dans le film britannique Cry Freedom. En 1989, il reçoit l'Oscar du meilleur second rôle masculin pour sa performance dans Glory,.

#### Années 1990: confirmation critique et commerciale

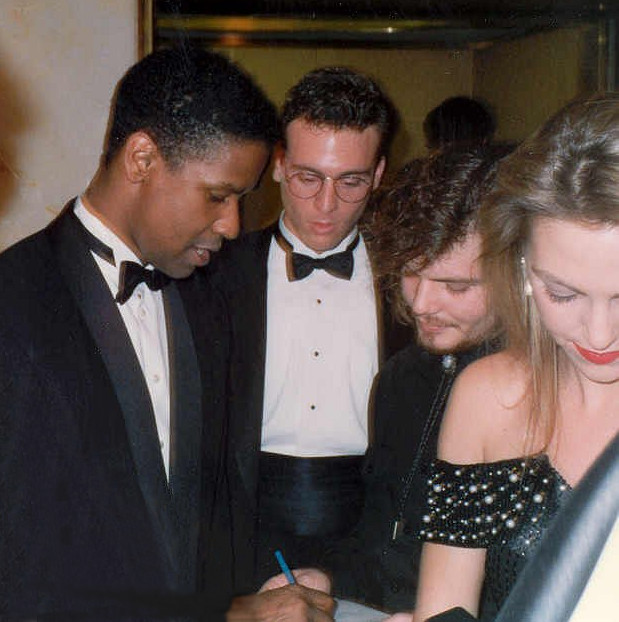
En mars 1990, à l'occasion de la des Oscars.

En 1990, Denzel Washington rencontre Spike Lee qui le fait jouer dans Mo' Better Blues. Le succès du film Do the Right Thing (1989) permet à Spike Lee de se lancer dans l'aventure du biopic Malcolm X. Après l'éviction de Norman Jewison du projet, Lee offre le rôle-titre à l'acteur. Le film brosse un portrait positif de l'activiste afro-américain « violent, insolent, et provocant », comme l'indique le slogan du film sorti en 1992.
Washington incarne avec virtuosité le leader noir musulman et c'est cette performance qui lance concrètement sa carrière car il y décroche une nomination aux Oscars et devient une référence pour la communauté afro-américaine aux côtés d'Eddie Murphy qui occupait l'avant-scène durant les années 1980.
Néanmoins, il refuse d'incarner un autre grand leader noir, Martin Luther King, car il ne souhaite pas se laisser enfermer dans un seul type de rôle ; il parvient à trouver des emplois moins marqués qui lui permettent de donner la réplique à des acteurs reconnus. Ainsi, l'année 1993 est marquée par trois grands succès : il joue du Shakespeare dans Beaucoup de bruit pour rien sous la direction de Kenneth Branagh. Mais c'est dans le thriller politique L'Affaire Pélican, avec Julia Roberts pour partenaire, que Denzel Washington s‘impose aux yeux du grand public international, bien que les critiques du film restent plutôt mitigées. L'acteur y incarne un journaliste qui dénonce la corruption politique au péril de sa vie.
Enfin, il livre une interprétation remarquée d'un avocat dans le mélodrame historique Philadelphia, aux côtés de Tom Hanks. Le long-métrage, qui a pour thème l'homophobie et le SIDA, et qui est inspiré d'un fait bien réel cette fois, est encensé par la critique et très apprécié par le public (2,7 millions d'entrées en salles en France).
En 1995, il revient avec trois films d'action cette fois-ci. Le récit de science-fiction Programmé pour tuer, de Brett Leonard, est mal reçu, le film de guerre USS Alabama, de Tony Scott connaît un franc succès commercial, et le polar californien Le Diable en robe bleue, de Carl Franklin, est aussi un succès. Acteur fidèle, Washington retrouvera ces deux derniers cinéastes au cours de la décennie suivante.
Si, en 1996, La Femme du pasteur de Penny Marshall et À l'épreuve du feu sont, sur le territoire nord-américain, deux succès critiques et commerciaux, les années suivantes sont marquées par les échecs du thriller fantastique Le Témoin du mal (Fallen) de Gregory Hoblit et de Couvre-feu, pour lequel il retrouvait le réalisateur Edward Zwick. Ce film prémonitoire – il raconte approximativement, cinq ans avant qu'il ait lieu, l'attentat du 11 septembre – a été jugé peu crédible par la critique lors de sa sortie.
Il est aussi à l'affiche des drames sportifs He Got Game de Spike Lee, qui obtient des critiques positives, mais reste un échec commercial, et Hurricane Carter de Norman Jewison, où il prête ses traits au boxeur Rubin Carter et livre une performance remarquée. L'année 1999 est marquée par la sortie de Bone Collector de Phillip Noyce, un thriller mal accueilli par la critique mais pas par le grand public qui se laisse séduire par le tandem que forme l'acteur avec la star montante du moment, Angelina Jolie.

#### Années 2000: consécration et passage à la réalisation

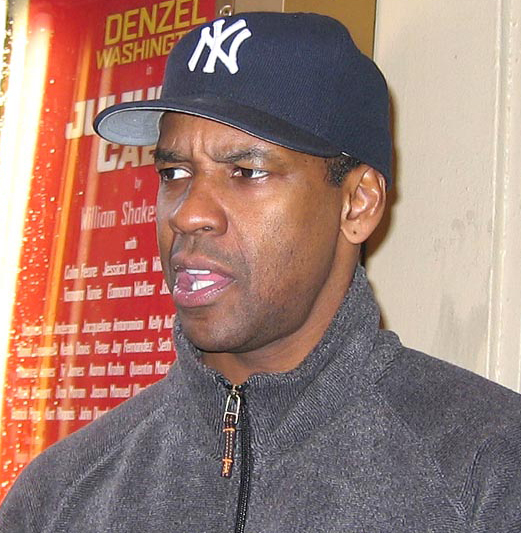
Denzel Washington à New York en 2005.

Après des années 1990 diversifiées, il se stabilise autour de quelques genres : tout d'abord le drame social avec, en 2000, le récit initiatique sportif Le Plus Beau des combats, puis le thriller avec, en 2002, John Q, huis clos psychologique mis en scène par Nick Cassavetes.
Mais cette année lui permet surtout de livrer une performance très remarquée dans le thriller psychologique urbain Training Day, aux côtés d'Ethan Hawke, qui lui vaut l'Oscar du meilleur acteur. Il remporte alors la statuette au détriment d'un autre acteur très populaire, Will Smith.
Fort de ce succès critique et commercial, il décide de passer à la réalisation en 2003 avec un premier long-métrage, Antwone Fisher, qui raconte l'histoire d'un jeune Noir de la marine américaine forcé de consulter un psychiatre de la Navy. L'accueil est mitigé aussi bien du côté de la critique que du public.
En 2004, il revient à l'action pure pour Out of Time de Carl Franklin, mais surtout avec Man on Fire, où il est dirigé une seconde fois par Tony Scott. Ce thriller psychologique violent engendre des critiques mitigées mais connaît un véritable succès commercial. Ce n'est pas le cas du thriller politique de Jonathan Demme, Un crime dans la tête, remake du film homonyme, qui sort aussi en 2004 mais ne remporte pas un succès commercial malgré des critiques plutôt positives.
L'année 2006 est marquée par ses retrouvailles avec deux autres cinéastes : Spike Lee pour le film de braquage Inside Man : L'Homme de l'intérieur, long-métrage qui plaît à la fois à la critique et au public, puis Tony Scott pour le thriller romantique de science-fiction Déjà vu qui, s'il ne convainc pas la critique, fonctionne au box-office.
En 2007, il est à l'affiche d'un projet attendu du frère de son cinéaste fétiche : le thriller American Gangster, de Ridley Scott, qui lui permet de prêter ses traits au criminel Frank Lucas. Le film est salué par la critique et rencontre son public. Cette même année 2007, il change d'univers avec le drame social The Great Debaters, pour lequel il repasse derrière la caméra. Si les critiques sont positives pour cette seconde réalisation, le film est un échec public, il n'est pas distribué hors des États-Unis.
Il conclut cette décennie en retrouvant Tony Scott pour L'Attaque du métro 123, film d'action à gros budget dans lequel il partage la vedette avec John Travolta.

#### Années 2010: retour à l'action

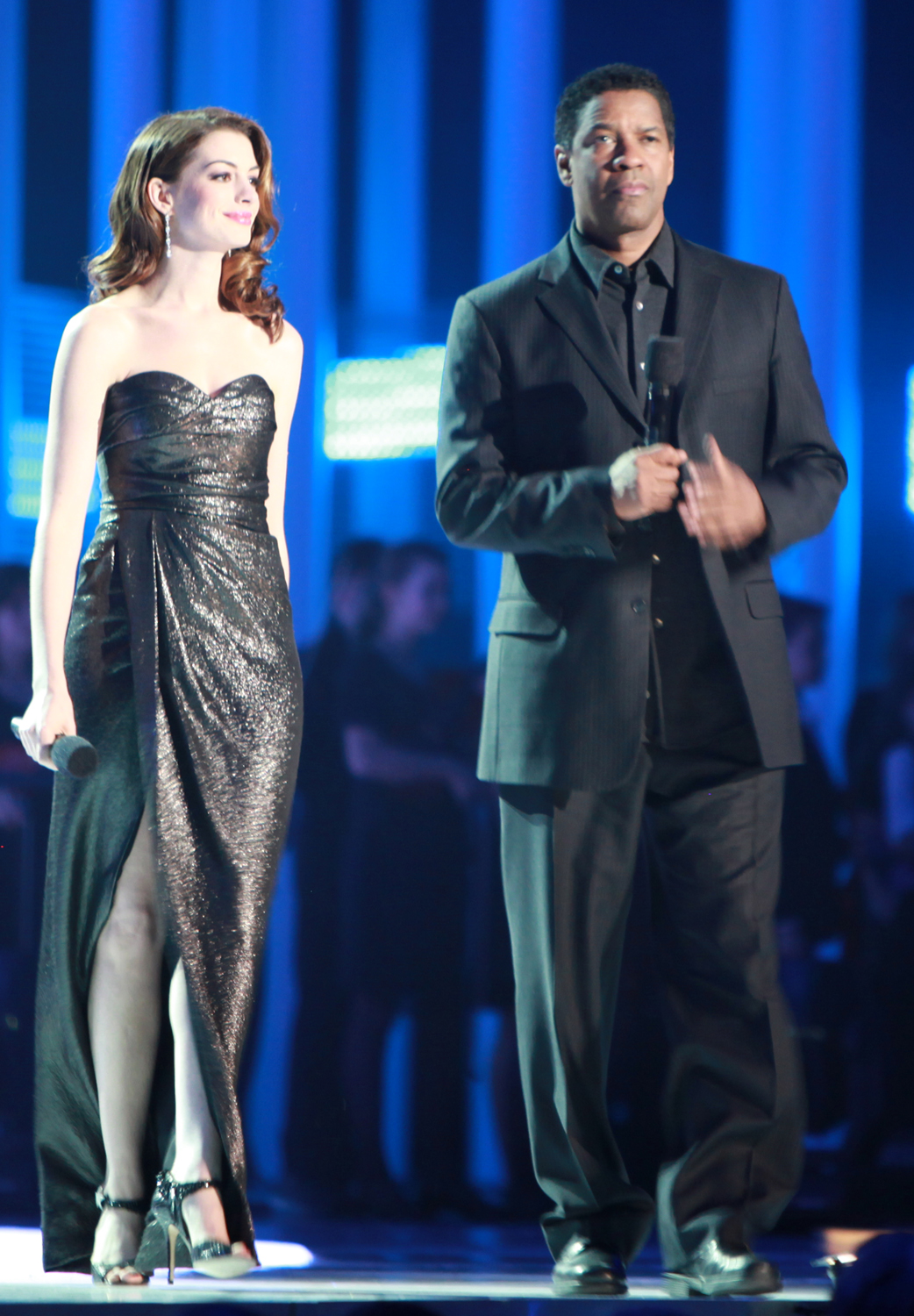
Denzel Washington et Anne Hathaway au Nobel Peace Price Concert 2010.

Il entame les années 2010 avec le thriller post-apocalyptique Le Livre d'Eli d'Albert et Allen Hughes, aux côtés de la jeune Mila Kunis. Il retrouve aussi pour une cinquième et dernière fois Tony Scott pour un film d'action, Unstoppable. Il confirme dans cette direction en 2012 avec le thriller d'action Sécurité rapprochée de Daniel Espinosa. Mais c'est avec sa performance dans le drame Flight, de Robert Zemeckis, qu'il renoue avec un rôle de l'envergure de ceux de ses décennies précédentes : le succès critique et public du film lui vaut une quatrième nomination pour l'Oscar du meilleur acteur.
En 2013, pour le thriller 2 Guns, de Baltasar Kormákur, il partage l'affiche avec Mark Wahlberg. L'année d'après, il tourne dans Equalizer sous la direction, à nouveau, d'Antoine Fuqua (Training Day). L'acteur est coproducteur de cette adaptation de la série télé éponyme. Equalizer a vocation à devenir une franchise. Dans ce premier opus, il est un justicier au passé violent qui vient en aide à une jeune femme incarnée par Chloë Grace Moretz. Le film est particulièrement violent, et selon le critique Jean-François Rauger : « Cette brutalité, qui dévoile peut-être la part sombre d'un acteur (Denzel Washington), de plus en plus souvent condamné aux rôles d'hommes décents et en même temps capables d'une extrême sauvagerie, renvoie à un cinéma d'exploitation peu regardant et révolu. Ce qui fait le charme de The Equalizer. »
En janvier 2016, il reçoit des mains de son ami Tom Hanks le prestigieux Cecil B. DeMille Award, qui le récompense pour l'ensemble de sa carrière. Il est le troisième acteur afro-américain à se voir remettre cette récompense, après Sidney Poitier et Morgan Freeman.
Il revient sur les écrans en septembre 2017, en leader des Sept Mercenaires, réunis par Antoine Fuqua. Ce remake du film Les Sept Samouraïs de Kurosawa reçoit un accueil mitigé de la critique et du public,.
En décembre, il dévoile son troisième long-métrage en tant que réalisateur, le drame Fences, adaptation de la pièce éponyme d'August Wilson. Il est également le principal interprète masculin, face à l'oscarisée Viola Davis.
L'acteur enchaîne avec le deuxième épisode de The Equalizer, sorti en 2018, puis un troisième en 2023.
Le 19 mai 2025, durant le 78ᵉ Festival de Cannes, il reçoit une Palme d'honneur en amont de la projection en avant-première de Highest 2 Lowest réalisé par Spike Lee, film hors compétition dans lequel il interprète un rôle,,. « C'est une énorme surprise pour moi, pardon d'être un peu ému. Du plus profond de mon cœur, je vous dis merci à tous » indique l'acteur américain, le prix entre les mains,. Son passage à Cannes est notamment marqué par une altercation sur le tapis rouge avec un photographe, juste avant de recevoir sa Palme d'honneur,,.

### Engagement ministériel
En décembre 2024, il se fait baptiser au Temple Kelly de l'Église de Dieu en Christ à New York et obtient une licence de pasteur.

### Vie privée
En 1983, il épouse l'actrice Pauletta Pearson rencontrée sur le tournage du téléfilm Wilma. Ils ont quatre enfants : John David (né en 1984), Katia (née en 1986), et des jumeaux, Olivia et Malcolm (nés en 1991). Leur premier enfant a été joueur de football américain professionnel en UFL avant de se lancer dans une carrière d'acteur, il joue notamment le rôle de Ricky Jarrett dans la série Ballers. Katia est titulaire d'un diplôme d'art de l'université de Yale depuis 2010. Malcolm, lui, a fait des études de cinéma à l'université de Pennsylvanie.
Denzel Washington est chrétien évangélique pentecôtiste et déclare lire la Bible quotidiennement. Il est membre actif de l'Église de Dieu en Christ de West Angeles (Église de Dieu en Christ), située à Los Angeles, à laquelle il a fait un don de 2,5 millions de dollars en 1995 pour la construction d'un nouveau bâtiment.

## Filmographie

### Cinéma

#### Années 1970-1980
- 1979 : Coriolanus de Wilford Leach : Aedile / Citoyen romain / Soldat romain
- 1981 : Carbon Copy de Michael Schultz : Roger Porter
- 1984 : A Soldier's Story de Norman Jewison : Pfc. Peterson
- 1986 : Les Coulisses du pouvoir (Power) de Sidney Lumet : Arnold Billing
- 1987 : Cry Freedom de Richard Attenborough : Stephen « Steve » Biko
- 1988 : Pour la gloire (For Queen and Country) de Martin Stellman : Reuben James
- 1989 : Glory d'Edward Zwick : Trip
- 1989 : The Mighty Quinn de Carl Schenkel : Xavier Quinn

#### Années 1990
- 1990 : Un ange de trop (Heart Condition) de James D. Parriot : Napoleon Stone
- 1990 : Mo' Better Blues de Spike Lee : Bleek Gilliam
- 1991 : Mississippi Masala de Mira Nair : Demetrius Williams
- 1991 : Ricochet de Russell Mulcahy : Nick Styles
- 1992 : Malcolm X de Spike Lee : Malcolm X
- 1993 : L'Affaire Pélican (The Pelican Brief) d'Alan J. Pakula : Gray Grantham
- 1993 : Philadelphia de Jonathan Demme : Joe Miller
- 1993 : Beaucoup de bruit pour rien (Much Ado About Nothing) de Kenneth Branagh : Don Pedro d'Aragon
- 1995 : Programmé pour tuer (Virtuosity) de Brett Leonard : lieutenant Parker Barnes
- 1995 : USS Alabama de Tony Scott : Lt. Ron Hunter
- 1995 : Le Diable en robe bleue (Devil in a Blue Dress) de Carl Franklin : Easy Rawlins
- 1996 : À l'épreuve du feu (Courage Under Fire) d'Edward Zwick : lieutenant-colonel Nathaniel Serling
- 1997 : La Femme du pasteur (The Preacher's Wife) de Penny Marshall : Dudley
- 1998 : Le Témoin du mal (Fallen) de Gregory Hoblit : John Hobbes
- 1998 : He Got Game de Spike Lee : Jake Shuttlesworth
- 1998 : Couvre-feu (The Siege) d'Edward Zwick : Anthony Hubbard
- 1999 : Bone Collector de Phillip Noyce : Lincoln Rhyme
- 1999 : Hurricane Carter de Norman Jewison : Rubin 'Hurricane' Carter

#### Années 2000
- 2000 : Le Plus Beau des combats de Boaz Yakin (Remember the Titans) : Herman Boone
- 2001 : Training Day d'Antoine Fuqua : inspecteur-sergent-chef Alonzo Harris
- 2002 : John Q de Nick Cassavetes : John Quincy Archibald
- 2002 : Antwone Fisher de lui-même : Dr. Jerome Davenport
- 2004 : Out of Time de Carl Franklin : Matt Lee Whitlock
- 2004 : Man on Fire de Tony Scott : John W. Creasy
- 2004 : Un crime dans la tête (The Manchurian Candidate) de Jonathan Demme : Capitaine Bennett « Ben » Marco
- 2006 : Inside Man : L'Homme de l'intérieur (Inside Man) de Spike Lee : inspecteur Keith Frazier
- 2006 : Déjà vu de Tony Scott : Doug Carlin
- 2007 : American Gangster de Ridley Scott : Frank Lucas
- 2007 : The Great Debaters de lui-même : Melvin B. Tolson
- 2009 : L'Attaque du métro 123 (The Taking of Pelham 123) de Tony Scott : Garber

#### Années 2010
- 2010 : Le Livre d'Eli (The Book of Eli) d'Albert et Allen Hughes : Eli
- 2010 : Unstoppable de Tony Scott : Frank Barnes
- 2012 : Sécurité rapprochée (Safe House) de Daniel Espinosa : Tobin Frost
- 2012 : Flight de Robert Zemeckis : Whip Whitaker
- 2013 : 2 Guns de Baltasar Kormákur : Bobby
- 2014 : Equalizer d'Antoine Fuqua : Robert McCall (également coproducteur)
- 2016 : Les Sept Mercenaires (The Magnificent Seven) d'Antoine Fuqua : Sam Chisolm
- 2017 : Fences de Denzel Washington : Troy Maxson
- 2017 : L'Affaire Roman J. (Roman J. Israel, Esq.) de Dan Gilroy : Roman J. Israël
- 2018 : Equalizer 2 (The Equalizer 2) d'Antoine Fuqua : Robert McCall

#### Années 2020
- 2021 : Une affaire de détails (The Little Things) de John Lee Hancock : le shérif-adjoint Joe "Deke" Deacon
- 2021 : Macbeth (The Tragedy of Macbeth) de Joel Coen : Macbeth
- 2023 : Equalizer 3 (The Equalizer 3) d'Antoine Fuqua : Robert McCall
- 2024 : Gladiator 2 de Ridley Scott : Macrinus
- 2025 : Highest 2 Lowest de Spike Lee : David King

### Télévision

#### Séries télévisées
- 1982 - 1988 : St. Elsewhere : Dr Philip Chandler

#### Téléfilms
- 1977 : Wilma de Bud Greenspan : Robert Eldridge à 18 ans
- 1979 : Flesh and Blood de Jud Taylor : Kirk
- 1984 : L'Amour brisé (Licence to kill) de Jud Taylor : Martin Sawyer
- 1986 : The George McKenna Story (Hard Lessons) d'Eric Laneuville : George McKenna

### Réalisateur
- 2002 : Antwone Fisher
- 2007 : The Great Debaters
- 2016 : Grey's Anatomy (saison 12, épisode 9)
- 2016 : Fences
- 2021 : A Journal for Jordan

### Producteur
- 2014 : Equalizer (The Equalizer) d'Antoine Fuqua
- 2016 : Les Sept Mercenaires (The Magnificent Seven) d'Antoine Fuqua
- 2018 : Equalizer 2 (The Equalizer 2) d'Antoine Fuqua
- 2020 : Le Blues de Ma Rainey (Ma Rainey's Black Bottom) de George C. Wolfe
- 2021 : A Journal for Jordan de lui-même
- 2023 : Equalizer 3 (The Equalizer 3) d'Antoine Fuqua

## Théâtre
- 1990 : Richard III de William Shakespeare
- 2005 : Jules César de William Shakespeare
- 2010 : Fences de August Wilson
- 2014 : Un raisin au soleil de Lorraine Hansberry
- 2025 : Othello de William Shakespeare

## Distinctions

### Décoration
2025 :  Médaille présidentielle de la Liberté

### Oscars du cinéma
Distinctions aux Oscars du cinéma :
| Année | Récompense                          | Film               | Reçue |
| ----- | ----------------------------------- | ------------------ | ----- |
| 1988  | Meilleur acteur                     | Cry Freedom        |       |
| 1990  | Meilleur acteur dans un second rôle | Glory              | ✔️    |
| 1993  | Meilleur acteur                     | Malcolm X          |       |
| 2000  | Meilleur acteur                     | Hurricane Carter   |       |
| 2002  | Meilleur acteur                     | Training Day       | ✔️    |
| 2013  | Meilleur acteur                     | Flight             |       |
| 2018  | Meilleur acteur                     | L'Affaire Roman J. |       |
| 2022  | Meilleur acteur                     | Macbeth            |       |

## Voix francophones
En France, Emmanuel Jacomy est la voix française régulière de Denzel Washington depuis Glory sorti en 1989. Jacques Martial l'a également doublé à sept reprises entre 1991 et 2004. À titre exceptionnel, il a été doublé par Hervé Bellon dans A Soldier's Story, Raymond Aquilon dans Les Coulisses du pouvoir, Umbañ U Kset dans Cry Freedom, Pierre Saintons dans Un ange de trop, Jean-Pascal Quilichini dans Ricochet, Thierry Desroses dans Programmé pour tuer, Greg Germain dans John Q, Daniel Njo Lobé dans Fences et Jean-Baptiste Anoumon dans le redoublage de He Got Game.
Au Québec, Jean-Luc Montminy a été la voix québécoise régulière de l'acteur jusqu'à sa mort en 2021. Il a également été doublé par Alain Zouvi dans Ricochet et Le Siège
ainsi que par Pierre Auger dans Pelham 123 - L'ultime station.
- Versions françaises :
  - Emmanuel Jacomy dans Glory, Philadelphia, USS Alabama, Le Plus Beau des combats, Training Day, Antwone fisher, Inside Man : L'Homme de l'intérieur, American Gangster, Le Livre d'Eli, Unstoppable, Flight, L'Affaire Roman J., etc.
  - Jacques Martial (*1955 - 2025) dans Mississippi Masala, Malcolm X, À l'épreuve du feu, Couvre-feu, Out of Time, Man on Fire

- Versions québécoises :
  - Jean-Luc Montminy (*1953 - 2021) dans Philadelphie, Marée rouge, En souvenirs des Titans, Jour de formation, L'Informateur, Gangster américain, Le Livre d'Élie, L'Affaire Roman J., etc.